# Sodelovalne platforme
Sodelovalna platforma. Namen sodelovalnih spletnih platform je omogočanje neposrednega povezovanja ponudnikov storitev (blaga) in uporabnikov, ter posameznikom med drugim ustvariti priložnost za denarno nadomestilo in tako povečati konkurenčnost in vpliv na gospodarstvo. Eden izmed vplivov, ki jih imajo sodelovalne spletne platforme je spreminjanje razmišljanja potrošnikov v zvezi s potrebo po lastništvu, saj tovrstno trgovanje znižuje potrebe po imetju lastnega premičnega/nepremičnega premoženja, dviga pa potrebe po začasni dostopnosti blaga.   

### Primeri sodelovalnih platform
Med bolj znanimi sodelovalnimi spletnimi platformami v svetu poznamo Airbnb in Uber, slovenski primer tovrstnega sodelovanja je spletna platforma prevoz.org. Sodelovalne spletne platforme lahko delujejo na različnih področjih. Nekoliko bolj so uporabljene za (kratkotrajne) najeme in storitve na domu, v tujini poznamo platforme za npr. izposojo vrtnega orodja, izposojo oblačil,  športne opreme ipd. 

### Priporočila za nosilce politik in regulatornih organov
Kot izhaja iz Sporočila za javnost  , ki ga je na svoji spletni strani objavil Evropski parlament, je potrebno izkoristiti prednosti sodelovalnega gospodarstva. V resoluciji so izpostavljena priporočila, ki se nanašajo na:
- določitev meril za razlikovanje med posamezniki in poklicnimi izvajalci storitev
- pravice potrošnikov glede zaščitnih ukrepov
- odgovornost
- pravice delavcev
- obdavčitev

### Aktualnejša področja uporabe sodelovalnih platform
Sodelovalne platforme so po podatkih raziskav najbolj popularne na področju :
- nastanitev
- finančnih transakcij (posojanje)
- prevozov in
- spletnih platform za posredovanje del (dostava, računalništvo idr.)

Na podlagi raziskave, ki jo je objavila Evropska komisija (Directorate-General for Internal Market, Industry, Entrepreneurship and SMEs), je gospodarstvo skozi način sodelovalnih platform postal socialno-družbeni trend, ki korenito spreminja način življenja. Razvoj in uporabo teh platform je potrebno obravnavati kot gospodarsko priložnost za podjetja in posameznike v smislu spodbujanja trajnostne rasti, ki na drugi strani predstavlja pomembne izzive za nosilce politik in regulatorne organe.

### Izzivi sodelovalnega gospodarstva[4]
Pospešena rast delitvene ekonomije preko sodelovalnih platform ne ustvarja samo novih priložnosti, temveč tudi nove izzive v smislu gospodarskega in socialnega nadzora s strani državnih institucij. Tovrstna inovativna oblika gospodarstva se je dokaj hitro razširila in raste, ob hkratnemu pomanjkanju in nedorečenosti zakonodajnih in regulatornih okvirjev in določil. V tem oziru se izpostavljajo štiri večji izzivi in sicer: dajanje v najem bi lahko imelo kar nekaj pomanjkljivosti, ki se kažejo v ustvarjanju večje neenakosti z ustvarjanjem novih razredov skupnosti (npr. kot kažejo rezultati nekaterih študij, uporaba sodelovalnih platform za kratkoročno oddajo/najem stanovanj, že vpliva na pomanjkanje razpoložljivih najemniških stanovanj za daljše obdobje); drugič, internetne platforme niso vedno enakopravne, saj so same po sebi velike korporacije, ki lahko nižajo koristi delavcev (ustvarja se nova skupina prekarne delovne sile, ki je sicer bolj fleksibilna, nima pa določenih ugodnosti, kot jih imajo delavci, ki so zaposleni za polni delovni čas, npr. socialno in zdravstveno zavarovanje ipd. – Standing, 2011), tretjič – dolgoročna korist tovrstnih platform ni najbolj jasna (npr. Na področju prevozov so dejanski podatki o izvedenih prevozih zasebni in niso na voljo neodvisnim raziskovalce za študije. Prvi podatki kažejo, da tovrstne sodelovalne platforme prispevajo k zmanjševanju okoljskega onesnaževanja, vendar je treba upoštevati, da z nižjo ceno najema prevoznih storitev, realni dohodek tistih, ki oddajajo narašča. S cenejšimi storitvami posledično narašča povpraševanje po njih, veča se uporaba, s tem pa se veča ogljični odtis, zato se postavlja pod vprašaj dejansko zniževanje vplivov na okolje) in četrtič, gre za vprašanje varnosti in zaupanja v povezavi z delitvenim gospodarstvom, ki se ustvarja preko sodelovalnih platform (potvarjanje in manipuliranje s podatki, ki se nanašajo na ocenjevanje storitev in kakovosti ponudnikov). 
Kot navaja avtor v svoji raziskavi, so državne institucije opredelile tri glavne možne pristope k urejanju delitvene ekonomije: regulativni pristop, neregulativni pristop in pristop s čakanjem in opazovanjem posledic (Acevedo, 2016). Prvi pristop obsega načine, ki bi sodelovalno gospodarstvo opredeljevali enako kot tradicionalne storitve, do bolj zaostrenega načina, ki bi prepovedoval aktivnosti delitvenega gospodarstva. Drugi pristop priviligira samoregulacijo, kjer bi platforme uravnavale interese ponudnikov in uporabnikov z enako stopnjo privabljanja in ohranjanja obeh. Tretji pristop sicer predvideva določene ukrepe za regulacijo, vendar je zato potrebnih več informacij. Evropska komisija države članice v zvezi z omejevanje oz. celo prepovedovanjem storitev preko sodelovalnih platform poziva, da naj bo tak ukrep uporabljen kot zadnja možnost, čeprav so se nekaterih omejevalnih ukrepov že posluževali v Nemčiji, Franciji in Španiji. 
V primeru delitvene ekonomije se pojavlja situacija, v kateri po eni strani govorimo o zakonskem urejanju področja zaradi njenih negativnih posledic (sprejemanje ukrepov za regulacijo oz omejevanje), po drugi strani pa delitvena ekonomija predstavlja inovativno obliko gospodarstva, ki preko sodelovalnih platform zagotavlja uporabo neizkoriščenih zmogljivosti. Opisana situacija se najbolj kaže v uporabi sodelovalnih platform, ki se nanašajo na prevozne storitve in deljenje vozil, delitev nastanitev in delitev delovnih storitev. 

### Pametna mestain sodelovalne platforme
Pametna mesta in delitveno gospodarstvo sta koncepta, kjer obstajajo številni skupni dejavniki, na podlagi katerih sta vsak zase v zadnjih letih pridobivala vedno večjo pozornost. Pri tem je potrebno izpostaviti širjenje povezljivosti, razvoj in uporabo elektronskih naprav in aplikacij in vedno večjo razpoznavnost ter vpliv spletnih platform. Tako pametna mesta kot sodelovalne platforme se opirajo na izboljšanje izkoriščenosti in uporabe virov, ne glede na to, ali gre za čas ali denar, z namenom pametnejšega upravljanja z blagom in/ali storitvami, javnih dobrin in tudi zasebnih sredstev. Pomemben dejavnik, ki ga je potrebno upoštevati je tudi trend urbanizacije. Glede na nekatere podatke, je leta 1950 le 30 odstotkov svetovnega prebivalstva živelo v mestih, medtem ko naj bi do leta 2050 ta delež narasel na kar 66 odstotkov. 
Medsebojne podobnosti med obema terminoma se kažejo: 
- v deljenju (blaga, storitev, sredstev)
- v njunem skupnem vodilu, ki je povezljivost in uporaba oz. omogočanje tehnoloških rešitev
- v spodbujanju inovativnosti, ki se kaže skozi potrebe uporabnikov / prebivalcev
- v pomenu vloge, ki jo imajo platforme za mesto in za delitveno gospodarstvo (za izmenjavo delitvenega gospodarstva so bistvenega pomena, saj se na njih srečuje ponudba in povpraševanje, v primeru pametnih mest pa se vloga platform kaže kot stičišče prebivalcev in upravljavcev in/ali zasebnih ponudnikov ter kot skupek storitev, ki omogočajo upravljanje oz. vodenje pametnega mesta)
- izboljšanju izkoriščenosti sredstev s pozitivnimi vplivi na varčevanje
- okoljski vidik (npr. zmanjšanje osebnih vozil)
- zaupanje (tako v platformo, ki ponuja storitev, kot v ponudnika, ki upravlja s storitvijo medtem ko se pri pametnih mestih zaupanje prebivalcev nanaša na upravljanje npr. z osebnimi podatki).

Med obema pojmoma pa obstajajo tudi razlikovanja, ki se kažejo predvsem v strukturi, poslanstvu in modelu, ter tudi glede regulativnih in konkurenčnih vprašanj. Pametna mesta podpira predvsem mestna oblast, ki je dejansko pobudnik, in katera skupaj s prebivalci sledi cilju, to je, da z inteligentnim upravljanjem mesta izboljša blaginjo družbe in/ali potrošnikov. Za dosego tega cilja morajo oblasti sodelovati z zasebnimi partnerji, da bi lahko uredili različne storitve, ki omogočajo delovanje mehanizma pametnega mesta. Gre torej za sodelovanje med prebivalci, zasebnimi podjetji in javnimi akterji. Pri modelu delitvenega gospodarstva pa nasprotno, zasledovanje javnih ciljev ni osrednji cilj poslovanja. 

### Interakcijamed pametnimi mesti in sodelovalnimi platformami
Glede na strukturo koncepta sodelovalnih platform in njenih značilnosti, tovrstne platforme predstavljajo priložnosti za pametna mesta. Prav tako lahko mesto z ustvarjanjem dobrih pogojev za obstoj in širitev sodelovalnih platform, hitreje in učinkoviteje doseže cilje, ki jih opredeljujejo pametna mesta. Pametna mesta so »naravno« okolje za sodelovalne platforme, kar je povezano z dejstvom, da sistemi delitvenih platform učinkovito delujejo v okviru lokalnih skupnosti, s čimer se zagotavlja bližina med uporabniki in ponudniki storitev ter možnost njene takojšnje uporabe.

### Zaključek
Politične odločitve bi morale podpirati delitveno ekonomijo v smislu njene inovativnosti, hkrati pa razvijati ustrezne strategije za reševanje izzivov, ki jih prinašajo tveganja uporabe sodelovalnih platform. Državne oz. javne institucije na eni strani nastopajo kot potencialni uporabnik in partner sodelovalnih platform, ki bi s tovrstnim gospodarstvom lahko delno pripomogla k dopolnitvi in nadomestitvi javnih storitev. Kot regulator pa javne institucije z ukrepi za zmanjšanje negativnih posledic nastopajo kot organi, ki morajo sprejeti ukrepe in omejitve, ki jih prinaša inovativnost sodelovalnih platform.
Mesta bi lahko subvencionirala delitvene platforme za spodbujanje širitve javnih dobrin in ustvarjanje presežka potrošnikov, prav tako bi občine morale izkoristiti digitalne platforme kot orodja za socialno pravičnost in gospodarsko prerazporeditev (npr. v smislu samozaposlovanja skupnosti z nizkimi dohodki). Interes občin v okviru sodelovalnih platform, se kaže v dopolnjevanju javnih storitev (npr. delitev parkirnih mest, spodbujanje deljenja avtomobilov). Hkrati bi morale državne institucije z vidika raziskovanja učinkov zahtevati večjo preglednost nad podatki, doseženimi na podlagi sodelovalnih platform. Podatki o raznovrstnih transakcijah bi morali biti obravnavani kot informacije javnega značaja, zlasti za tiste dejavnosti, ki so v partnerstvu z javnimi agencijami. Npr. podatki oddajanja v najem oz. deljenja nastanitvenih kapacitet niso dostopna vladnim agencijam za namen analiziranja in raziskav učinkov.